# Kimberley Tell
Kimberley Tell (Lanzarote, España, 10 de marzo de 1989) es una actriz, cantante y pintora española de ascendencia anglo-danesa.
Es conocida por sus actuaciones en series por sus papeles como Rose en Algo que celebrar, como Ulrike en Buscando el norte, y como Pilar en la serie de televisión Hierro de Movistar+.

## Filmografía

### Televisión
| Año       | Título                         | Personaje                         | Cadena   | Datos        |
| --------- | ------------------------------ | --------------------------------- | -------- | ------------ |
| 2014      | Velvet                         | Gracia de Mónaco                  | Antena 3 | 1 episodio   |
| 2015      | Algo que celebrar              | Rose McGregor                     | Antena 3 | 8 episodios  |
| 2015      | Olmos y Robles                 | Preston                           | TVE      | 2 episodios  |
| 2016      | Buscando el norte              | Ulrike Ruiz Köhler                | Antena 3 | 8 episodios  |
| 2019      | 45 revoluciones                | Estefanía "Fanny" Rodríguez López | Antena 3 | 7 episodios  |
| 2019-2021 | Hierro                         | Pilar Díaz                        | #0       | 14 episodios |
| 2020      | Campamento Albanta             | Olivia                            | Antena 3 | 6 episodios  |
| 2022      | Cuéntame cómo pasó             | Mariví                            | TVE      | 3 episodios  |
| 2024      | Operación Barrio Inglés        | Agatha                            | RTVE     | 8 episodios  |
| 2024      | Ena. La reina Victoria Eugenia | Victoria Eugenia                  | RTVE     | 1 episodio   |

### Largometrajes
| Películas | Películas                           | Películas       | Películas        | Películas |
| Año       | Título                              | Papel           | Notas            |           |
| --------- | ----------------------------------- | --------------- | ---------------- | --------- |
| 2011      | El callejón                         | Chica moribunda | Papel secundario |           |
| 2013      | Leaving Hotel Romantic              | Laura           | Papel secundario |           |
| 2015      | Ebre, del bressol a la batalla (TV) | Nan Green       | Papel secundario |           |
| 2016      | The Night Watchman: La mina         | Alma            |                  |           |
| 2020      | Planeta 5000                        | Planeta         | Protagonista     |           |

### Cortometrajes
| Películas | Películas                          | Películas | Películas       | Películas |
| Año       | Título                             | Papel     | Notas           |           |
| --------- | ---------------------------------- | --------- | --------------- | --------- |
| 2014      | People Like Us: The Future Is Near | Kim       | Papel principal |           |

### Teatro
| Año  | Título    | Datos   |
| ---- | --------- | ------- |
| 2016 | Drac Pack | Musical |

### Vídeos musicales
| Artista        | Año  | Título               | Papel               | Álbum               |
| -------------- | ---- | -------------------- | ------------------- | ------------------- |
| Verkeren       | 2014 | Laberinto            | Pareja protagonista | Pudo ser miss Mundo |
| David Bisbal   | 2014 | Culpable             | Pareja David Bisbal | Tú y yo             |
| John Grvy      | 2017 | Underneath Your Skin | Bailarina           | City Lights         |
| Kaydy Cain     | 2017 | Movie Star           | Pareja protagonista | 4 My 8itches        |
| Kimberley Tell | 2020 | Gastando horas       | Kimberley Tell      | 135                 |
| Kimberley Tell | 2020 | Trihte               | Kimberley Tell      | 135                 |
| Kimberley Tell | 2021 | Venerándote          | Kimberley Tell      | Error 404           |
| Kimberley Tell | 2021 | No Hard Feeling      | Kimberley Tell      | Error 404           |
| Kimberley Tell | 2021 | Emoji                | Kimberley Tell      | Error 404           |
| Kimberley Tell | 2022 | Dime                 | Kimberley Tell      | Error 404           |

## Música
Desde el año 2018 ha ido grabando música de manera profesional, la mayor parte en castellano. En una entrevista con Rocktotal.com antes de la lanzamiento de sus primeros sencillos, dice ella que su propio estilo es "un poco del R&B pero con mezcla de muchas cosas y escribiendo en castellano con acento canario que mola. Parezco un poco una guiri con acento canario". A finales de junio de 2020 presentó su primer EP bajo el título de 135, este fue relanzado a finales de septiembre de 2020. Su segundo EP fue lanzado en septiembre de 2022 bajo el título de Error 404.

### EP
| Título    | Fecha de lanzamiento     |
| --------- | ------------------------ |
| 135       | 25 de septiembre de 2020 |
| Error 404 | 23 de septiembre de 2022 |

### Sencillos
| Título             | Fecha de lanzamiento    |
| ------------------ | ----------------------- |
| Lo que no me dices | 6 de septiembre de 2019 |
| Trihte             | 20 de enero de 2020     |
| Gastando horas     | 8 de mayo de 2020       |
| Dolce Banana'      | 25 de junio de 2021     |
| Emoji'             | 2 de julio de 2021      |
| Venerándote'       | 17 de diciembre de 2021 |
| Dime'              | 11 de febrero de 2022   |
| Dunas'             | 22 de marzo de 2022     |
| Nada Mal'          | 28 de abril de 2022     |
| Me cansé'          | 10 de junio de 2022     |
| Y Si               | 2 de septiembre de 2022 |